# Nikola Visković (načelnik)
Nikola Visković(Perast, 15./16. stoljeće), peraški načelnik.
Rođen u hrvatskoj patricijskoj obitelji iz Perasta Viskovićima. Bio je peraški kapetan. Vodio Peraštane u obrani Kotora kad je osmanska flota pod vodstvom Hajrudina Barbarosse opsjela Kotor 1539. godine.

## Vanjske poveznice
- Historijski zbornik god. LXV (2012), br. 2, str. 365–385 Čoralić, Lovorka; Mletački časnik Nikola Visković i sastav vojnoga ljudstva njegove prekomorske pukovnije početkom 18. stoljeća